# Paul Ulrich Villard
Paul Ulrich Villard (Saint-Germain-au-Mont-d'Or, 28 de setembre de 1860 — Baiona, 13 de gener de 1934), físic francès. Va descobrir la radiació gamma emesa per substàncies radioactives, anomenats així per Wilhelm Conrad Röntgen i va inventar diversos instruments per a les investigacions radiològiques. Destaca la seva obra Els rajos catòdics.
No va ser gaire popular al món físic, almenys no tant com Marie Curie o Henri Becquerel, ja que els historiadors no han pogut aconseguir gaire informació sobre la seva vida.
La seva família va haver de fer un gran esforç perquè pogués estudiar, ja que la seva germana sofria paràlisis i els seus pares també havien de pagar servei intern.
El 1900, acabats des de feia temps els seus estudis superiors va escriure Els rajos catòdics, i el 1906 va escriure Potències Radioactives; aquestes són les seves dues obres més destacades. Fou elegit membre de l'Acadèmia Francesa de les Ciències el 1908.
Va morir el 1934 d'una malaltia estomacal, al seu país natal, sol, ja que no es va casar.